# Tossal de la Bigordana
El Tossal de la Bigordana és una muntanya de 1.762 metres que es troba al municipi de les Valls d'Aguilar, a la comarca de l'Alt Urgell.